# Jamel rockt den Förster

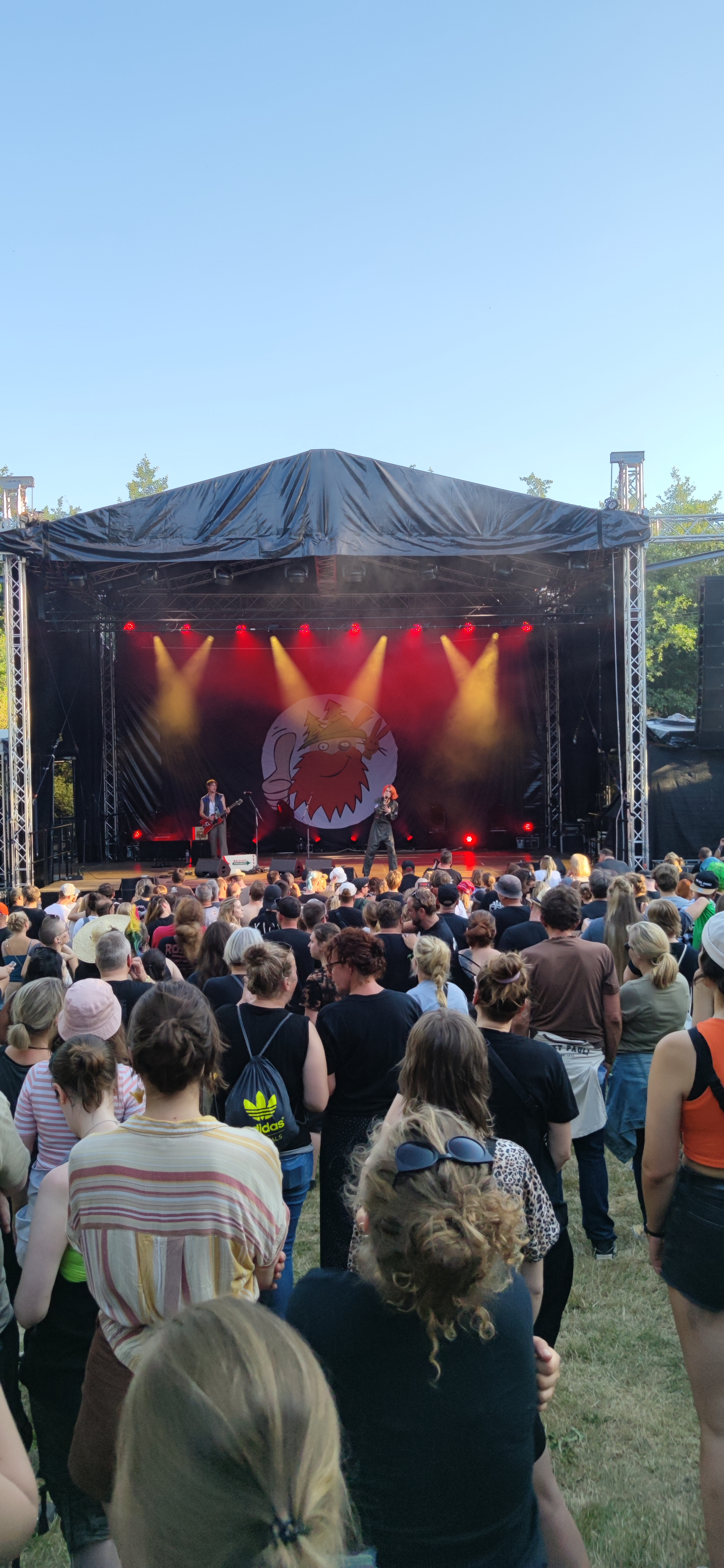
Jamel Rockt den Förster Festival 2022

Jamel rockt den Förster (auch Forstrock-Festival) ist ein Open-Air-Festival im Dorf Jamel, einem Ortsteil der Gemeinde Gägelow im Landkreis Nordwestmecklenburg. Es wird seit 2007 alljährlich von Horst und Birgit Lohmeyer ausgerichtet, den Besitzern des Forsthofs Jamel, als Zeichen gegen Rechtsextremismus und für Toleranz. Manuela Schwesig, heute Ministerpräsidentin von Mecklenburg-Vorpommern, übernahm als Bundesministerin zusammen mit der damaligen Landtagspräsidentin von Mecklenburg-Vorpommern, Sylvia Bretschneider, im Jahr 2016 die Schirmherrschaft über das Festival. Nach Bretschneiders Tod übernahm Landtagspräsidentin Birgit Hesse die zweite Schirmherrschaft.
2025 erhielt das Ehepaar Lohmeyer für ihr Engagement und vor allem für die Organisation des Festivals den Aachener Friedenspreis.

## Hintergrund
Jamel ist ein Dorf in Mecklenburg mit weniger als 40 Bewohnern und gilt seit Anfang der 1990er-Jahre als Hochburg der rechtsextremen Szene. Das Festival wurde vom 2004 dorthin gezogenen Ehepaar Lohmeyer als Zeichen gegen die zunehmende Vorherrschaft rechtsextrem gesinnter Bewohner ins Leben gerufen.
Wiederholt gab es Versuche, das Festival zu stören. So wurde am 13. August 2015 kurz vor dem Festival die Scheune des Hofs angezündet und 2016 an Autos von Festivalteilnehmern Reifen zerstochen. Der Brandanschlag auf die Scheune und die daraufhin spontane Teilnahme der Toten Hosen machten das Festival überregional bekannt. Um Ausschreitungen zu verhindern, kommt es jährlich zu einem massiven Polizeiaufgebot.

## Auftritte
Die folgende Liste enthält die Bands, die seit 2007 bei Jamel rockt den Förster aufgetreten sind:
- 2007:[6] Groovista, Thronräuber, Wismar Rock Band, Quo Vadis, Gitarrenduo Tom & Martin, Country Dance Band
- 2008:[7] Absurdt, Restless Consumers, Cosmic Cowboys, Etepetete, Super Mario, 41 A Crash, Dreiberge, Voodoo Moon, Gitarrenduo Tom & Mario, Comeback, Pride 'n' Rock
- 2009:[8] Tom & Mario, Kyuchu, 41 A Crash, Stiff la Wolf & Band, Little Big Drummer, Vietsmorgen, Etepetete, HEADZ UP KING, A.D.E.L.
- 2010:[9] A. d. e. L., Stiff la Wolf & Band, Etepetete, Distordia, Kyuchu, Deadstars, pennydreadful, DigWah, Looks That Kill, halo
- 2011:[10] Holly Would Surrender, An Electric Avalanche, Twisted Shoes, Ragnaröek, Haudegen, Etepetete, 3/4 Noin, GoUK
- 2012:[11] Haudegen, Etepetete, Cameron Can, Rantanplan, Männerurlaub, Still Wasted, Are Those Your Friends, Ave, Audrey Fights Back, One Strike Left
- 2013:[12] Etepetete, Black/Rosie, McKinley Black & Ian Melrose, Tricky Lobsters, Tequila & the Sunrise Gang, Mad Maraboo Orchestra
- 2014:[13] Pottpoeten, Ohrenfeindt, Alphaville, Starfucker, Pfefferminz, Tequila & the Sunrise Gang, Sonuvab!tch, Crushing Caspars
- 2015:[14] Arsen, Callin Tommy, Motus, Lake, EISBRENNERsLaTINOconexion, Chawa Lilith Band, DaSKArtell, Terrorgruppe, Tequila & the Sunrise Gang, Die Toten Hosen[15]
- 2016:[16] Wolf Maahn, Bela B, Danube's Banks, Tequila & the Sunrise Gang, Madsen, Karl-Heinz Johnson, Ohrbooten, ZSK, Chawa Lilith Band, Die Ärzte, Fettes Brot, Sookee[17]
- 2017:[18] Zaunpfahl, Goldroger, Die Sterne, Kraftklub, Slime, Theater, Schreng Schreng & La La, Schnipo Schranke, Das Auge Gottes, Schrottgrenze, Fehlfarben, Beatsteaks, Tequila & the Sunrise Gang
- 2018:[19] KAFVKA, Fatoni, Dritte Wahl, Kettcar, Casper, Marteria, Herbert Grönemeyer, Antilopen Gang, Muff Potter, Bosse, Audio 88 & Yassin, Tequila & the Sunrise Gang, Karl Heinz Johnson
- 2019:[20] Tequila & the Sunrise Gang, MIA., Donots, Feine Sahne Fischfilet, Samy Deluxe, Antje Schomaker, Thees Uhlmann, Max Herre, Strom und Wasser, Grossstadtgeflüster, Jay Jay and Friends, Arsen
- 2021:[21] Acht Eimer Hühnerherzen, Deine Cousine, Leoniden, Il Civetto, Bukahara, Igor Levit, Danger Dan
- 2022:[22] Planlos, Alli Neumann, Team Scheisse, Thees Uhlmann, Haiyti, Kreator, Shirley Holmes, Alex Mofa Gang, Mia Morgan, Amewu, Sportfreunde Stiller, Deichkind, Tequila & the Sunrise Gang
- 2023:[23] Sebastian Krumbiegel, NinaMarie, Juli, Bosse, Fury in the Slaughterhouse, Madsen, Larrikins, Berlin 2.0, Finna, Turbostaat, Blumfeld, Danger Dan, Tequila & the Sunrise Gang
- 2024:[24][25][26] Jiska, Wallis Bird, Tränen, Olli Schulz, Die Fantastischen Vier, Querbeat, Cava, Adam Angst, Ebow, Selig, Element of Crime, Heaven Shall Burn, Tequila & the Sunrise Gang

## Preise
- 2011: Paul-Spiegel-Preis für Zivilcourage des Zentralrats der Juden[27]
- 2011: Bürgerpreis der Zeitungen[28]
- 2015: Georg-Leber-Preis für Zivilcourage der Industriegewerkschaft Bauen-Agrar-Umwelt.[29]
- 2018: Preis für Popkultur für Gelebte Popkultur[30]
- 2018: Sonderpreis der 1Live-Krone für das Ehepaar Lohmeyer[31]
- 2022: Regine-Hildebrandt-Preis der deutschen Sozialdemokratie[32]
- 2023: Johannes-Stelling-Preis der SPD-Landtagsfraktion Mecklenburg-Vorpommern
- 2023: Humanismus-Preis der Humanismus Stiftung Berlin und des Humanistischen Verband Deutschlands
- 2025: Aachener Friedenspreis für das Ehepaar Lohmeyer[1]